# Frederik Carl Lemming
Frederik Carl Lemming (2. maj 1782-14. november 1846) var en dansk violinist og guitarspiller, musiklærer i Kapstaden, kgl. kammermusikus og komponist.
Lemming blev født i Guldborg på Falstersiden, hvor hans far var færgemand. Familietraditionerne var dog ikke landlige, så den unge Frederik blev undervist i musik og sendt til latinskolen i Vordingborg. Han blev student i 1801, men i stedet for at studere videre drog han på langfart. Det antages at han har ernæret sig som musiker rundt om i Tyskland og Italien. I 1805 landede han i Kapstaden i Sydafrika, hvor han levede de næste mange år, muligvis med en afstikker til Rio de Janeiro i Brasilien hvor han angiveligt skal have været musikdirektør for det stedlige teater i 1808-1810.
I adskillige indlæg i de lokale Kapstadsaviser kan vi følge hans liv med både succeser og vanskellige økonomiske forhold. Det sidste var et vilkår han delte med de fleste inden for musikkens verden. Men både som musiker på violin, harpe, klaver, guitar og orgel og som den vigtigste koncert- og teaterarrangør blev han rost af flere tilrejsende europæere.
Kapstaden havde da allerede i næsten 200 år været den vigtigste by i det sydlige Afrika som en nødvendig station på vejen rundt om Kap det gode Håb. Der kom undertiden tilrejsende teaterselskaber og det var muligt at stable et amatørorkester på benene bestående af lokale beboere og militærmusikere fra garnisonen. I 1801 åbnede en permanent teaterbygning, der også blev anvendt til koncerter. Lemming leverede musikken til mindst 3 balletter og en opera, men muligvis også til flere af de afholdte koncerter.
I 1813 var han blevet fungerende organist ved den evangelisk-lutherske kirke, men gennem de næste år tilkendegav han flere gange, at han ville forlade Sydafrika og i 1817 vendte han tilbage til København med sin kone, som han havde fundet i Kapstaden og 4 børn. Tilbage i Danmark afholdt han 1818 en koncert på Det Kongelige Teater hvor han spillede sine egne kompositioner for violin og guitar. Samme år blev han udnævnt til kongelig kammermusiker, men besatte ikke nogen fast stilling resten af sit liv undtagen i årene 1833-1835, hvor han spillede viola i teaterorkestret ved Det Kongelige Teater i Stockholm. Ellers drog han i disse år rundt i Norden på koncertrejser bl.a. sammen med en datter, der optrådte som sanger og en søn, der siden slog sig ned som musiker i Stockholm.
Sine sidste 2-3 år tilbragte Lemming i Vålse på Nordvestfalster, ganske få km. fra sit fødested i Guldborg. Han skulle angiveligt være blevet sindssyg. Det drejer sig måske om en form for demens, og måske er han blevet passet af en af sine slægtninge eller er havnet på en fattiggård.

## Musik
- Der Schiffbruch oder Die Seeräuber auf die Insel Ivica (ballet 1810)
- Die Belagerung und Einnehmung von Troja (ballet 1813)
- Sapho (ballet 1815)
- De verhinderde Dansparty of Het Orchest onder een tafel (opera 1815)
- Etudes fantastiques pour violon
- Variations sur l’air: O du lieber Augustin for violin med strygekvartet
- Grande Fantaisie pour la guitare